# ГЕС Qírèhātǎěr
ГЕС Qírèhātǎěr (齐热哈塔尔水电站) — гідроелектростанція на північному заході Китаю в провінції Сіньцзян. Знаходячись після ГЕС Xiàbǎndì, входить до складу каскаду на річці Ташкурган (Tashiku’er), лівій притоці Яркенду — центральної твірної Тариму (безсточний басейн озера Лобнор).
У межах проекту річку перекрили греблею висотою 17 метрів, яка утримує водосховище з об'ємом 1,7 млн м3 та нормальним рівнем поверхні на позначці 2743 метрів НРМ.
Зі сховища через лівобережний гірський масив прокладено дериваційний тунель довжиною 15,7 км з діаметром 4,7 метра, який переходить у напірний водовід завдовжки 0,8 км з діаметром 4,5 метра. В системі також працює вирівнювальний резервуар, котрий включає шахту висотою 128 метрів з діаметром 10 метрів.
Машинний зал обладнали трьома турбінами типу Френсіс потужністю по 70 МВт, які використовують напір у 311 метрів та забезпечують виробництво 755 млн кВт-год електроенергії на рік.